# Тельес Хирон, Родриго
Родриго Тельес Хирон (исп. Rodrigo Téllez Girón; 1456, Мораль-де-Калатрава — 1482, Лоха) — кастильский дворянин, магистр военного ордена Калатравы с 1466 по 1482 год.
В Войне за кастильское наследство он был сторонником Хуаны ла Бельтранехи, сражаясь против сторонников Изабеллы Католички. Он был сыном Педро Хирона и племянником Хуана Пачеко, влиятельных фигур при дворе короля Кастилии Энрике IV.

## Биография

### Детство и избрание
Второй сын Педро Хирона (1423—1466), магистра Ордена Калатрава (1445—1466), и Инес де лас Касас. Он был вторым из четырех братьев, рожденных вне брака, но узаконенных Энрике IV и папой римским Пием II в 1459 году.
Его отец отказался от должности магистра Ордена Калатрава в пользу Родриго, чтобы он мог жениться на принцессе Изабелле Кастильской, на основании уступок, сделанных Энрике после Авильского фарса в 1465 году. В марте или апреле 1466 года Родриго был избран новым магистром Ордена Калатрава. Его отец неожиданно умер вскоре после этого, так и не отметив ожидаемого брака. Новому магистру было около десяти лет, поэтому его дядя Хуан Пачеко выступал в качестве его наставника, поддерживая эффективный контроль над орденом. Однако это назначение не было принято единогласно. Его незаконнорожденность и молодость были причинами, использованными против него, хотя был прецедент Альфонсо де Арагона, внебрачного сына Хуана де Наварры, который был магистром ордена в подобных условиях.
В 1468 году папа римский Павел II издал буллы, подтверждающие Родриго как магистра Ордена Калатрава, а Хуана Пачеко — как адьютора, пока Родриго не достиг 25-летнего возраста. Эти буллы будут читать перед орденом в 1469 году, когда Родриго наконец вступит в должность магистра ордена. В 1469 году умер его старший брат Альфонсо Тельес Хирон, 1-й граф Уруэнья (1453—1469), наследник владений, основанного его отцом Педро Хироном, сеньором Уруэнья. Тот факт, что эти титулы перешли к его младшему брату Хуану Тельесу Хирону (1456—1528) вопреки воле отца, предполагает политическое маневрирование Хуана Пачеко, который не хотел терять контроль над орденом. В том же 1469 году состоялась свадьба инфанты Изабеллы и инфанта Фердинанда Арагонского, вопреки соглашению с королем Энрике IV, что положило начало Войне за кастильское наследство (1475—1479). В нем Хуан Пачеко вместе с Родриго Тельесом Хироном встанет на сторону принцессы Хуаны. Магистр Ордена Калатравы будет активно участвовать в указанном конфликте после смерти Хуана Пачеко в октябре 1474 года.

### После смерти Хуана Пачеко
После смерти своего дяди и опекуна Хуана Пачеко Родриго Тельес Хирон объявляется совершеннолетним в возрасте 18 лет, несмотря на положения буллы Павла II. Главный командир ордена Фернандо Гомес де Гусман открыто выступил против него, заняв замок Бельмес. Ключник ордена Гарси Лопеса де Падилья также выступит против него. Однако у Родриго также есть поддержка внутри ордена.
Одним из первых его действий в качестве полноправного магистра является приговор к смертной казни пятерым людям, которые убивали и грабили новых христиан в городе Калатрава Альмодовар-дель-Кампо. Как и его отец, он будет защитником новообращенных, которые окажут свою поддержку магистру в гражданской войне на стороне Хуаны Бельтранехи.
В 1476 году произошло восстание Фуэнте-Обехуна против главнокомандующего Ордена Калатравы Фернандо Гомеса де Гусмана, событие, которое вдохновило Лопе де Вега на знаменитую пьесу .

### Война за наследство
Когда король Кастилии Энрике IV умер в декабре 1474 года, принцесса Изабелла провозгласила себя новой королевой и добилась временного подчинения некоторых дворян, таких как маркиз Вильена и магистр Ордена Калатравы. По прибытии португальской помощи в мае 1475 года сторонники принцессы Хуаны сражаются в Галисии и долине Дору. Родриго Тельес Хирон завоевывает Сьюдад-Реаль, утверждая, что король Санчо IV пожертвовал его Ордену в 1280 году. Однако Родриго Манрике и хранителю ключей Ордена Калатравы удается вернуть город и изгнать магистра и его войска.
В июне Изабелла и Фердинанд провозглашают новым магистром ордена Калатравы брата Фердинанда, дона Альфонсо, герцога Вильяэрмоса (1417—1485). В сентябре в Сьюдад-Реаль прибывает подкрепление, что позволяет стороне Изабелле захватить несколько городов Ордена Калатравы. Поддерживая почти все андалузские города ордена главнокомандующего, магистр изолируется в центре Кампо-де-Калатрава. Родриго Тельес вместе с Педро Лопесом Пачеко отправляется в Архону, чтобы попытаться заручиться поддержкой Баэсы, но потерпел неудачу. Плохой ход войны для его стороны побудил Гонсало де Авила попытаться добиться королевского помилования для магистра. Этот процесс продолжился после решающей битвы при Торо 1 марта 1476 года. В мае 1477 года Родриго Тельес Хирон и его сторонники присоединятся к Изабелле и Фердинанду, и их позиции и имущество будут им возвращены. Затем он стал солдатом на их стороне, отправившись на осаду Трухильо, где он примирился с мастером ключей Гарсией Лопесом де Падильей. В сентябре 1479 года заканчивается война за престолонаследие.

### Гранадская война и смерть
В 1482 году начинается Гранадская война, и магистр Ордена Калатравы призван защищать королевство Хаэн, где у ордена было несколько владений. В марте того же года Альхама взята в плен. В мае Родриго Тельес покидает Альмагро с войском, чтобы встретиться с королем Фердинандом в Кордове. Покинув войска, защищавшие Альхаму, он вернулся в Кордову. Оттуда он уехал 1 июля, чтобы осадить Лоху вместе с некоторыми из своих родственников и союзников. 13 июля во время боя Родриго Тельес получает ранение двумя стрелами и умирает в возрасте всего 26 лет. Тело было погребено в церкви Сан-Бенито-де-Поркуна, перенесенное в 1537 году в Калатрава-ла-Нуэва.
Его сменил на посту мастера Ордена Гарсия Лопес де Падилья.